# 2016年8月臺灣
| << | 2016年8月 （民國105年） | >> |    |    |    |    |
| \| 日 \| 一 \| 二 \| 三 \| 四 \| 五 \| 六 \| \| \| 1 \| 2 \| 3 \| 4 \| 5 \| 6 \| \| 7 \| 8 \| 9 \| 10 \| 11 \| 12 \| 13 \| \| 14 \| 15 \| 16 \| 17 \| 18 \| 19 \| 20 \| \| 21 \| 22 \| 23 \| 24 \| 25 \| 26 \| 27 \| \| 28 \| 29 \| 30 \| 31 \| \| \| \| \| \| \| \| \| \| \| \| |                         |    |    |    |    |    |
| 臺灣新聞動態／維基新聞 |                         |    |    |    |    |    |
| 世界／中国大陆／臺灣 |                         |    |    |    |    |    |
| 日 | 一                      | 二 | 三 | 四 | 五 | 六 |
| | 1                       | 2  | 3  | 4  | 5  | 6  |
| 7 | 8                       | 9  | 10 | 11 | 12 | 13 |
| 14 | 15                      | 16 | 17 | 18 | 19 | 20 |
| 21 | 22                      | 23 | 24 | 25 | 26 | 27 |
| 28 | 29                      | 30 | 31 |    |    |    |
| |                         |    |    |    |    |    |

## 8月1日
- 2016年夏季奧林匹克運動會中華台北代表團內部再度緊急開會商討網球選手謝淑薇奧運教練問題事件，由於本案持續擴大，不僅影響網球代表隊，甚至是整個國家隊及其他項目的選手權益連帶受到影響，因此不排除將謝淑薇除名。[1]
- 總統蔡英文代表中華民國政府在總統府向台灣原住民族各族道歉。

## 8月14日
- 蔡英文撤回提名謝文定、林錦芳擔任司法院大法官並為司法院正、副院長的咨文。[2][3][4][5][6]

## 8月15日
- 由於臺灣羽球選手戴資穎的兩腳尺寸不同，勝利體育為了她的權益，特製一雙沒有商標的鞋子參加2016年夏季奧林匹克運動會羽毛球女子單打比賽，導致發生戴資穎未穿羽協贊助球鞋遭懲處事件。[7]

## 8月19日
- 兆豐金融控股以及兆豐銀行接連召開金控董事會、銀行董事會，並且為符合台灣證券交易所對上市公司的規定，發布了「重大訊息」。紐約州金融監管單位DFS對兆豐銀行紐約分行的法律遵循成果不滿，有洗錢的疑慮，向兆豐銀開出重罰1.8億美元（約合新台幣57億元）。此洗錢遭罰案致使台灣金融業者間譁然[8]。然而前任及現任董事長認為，兆豐沒有洗錢，只是「應申報而未申報」的疏失。

## 8月20日
- 即將上任總統百日的蔡英文邀請部分媒體記者到臺北賓館茶敘，蔡英文致詞時說，「改革需要時間，我不希望別人用一百天來評斷我個人執政的成敗」。前總統府副秘書長羅智強表示，蔡英文曾在830百日怒吼大遊行時批評馬英九政府「新政府上任雖不過短短百日，國人對馬政府的國安政策卻充滿憂慮，這些錯誤的政策正把台灣帶向危險境地，馬政府正犯下不可挽救的錯誤」。羅氏進一步指出，對照2016年蔡英文的標準「遇到蔡，什麼都會轉彎」，他認為可藉此顯示「歷史是一面公道的照妖鏡，今日的嘴總是照著明天的臉」[9]。

## 8月23日
- 中央氣象局與東森電視合作，自即日起開始透過電視提供地震速報的訊息。[10]

## 8月24日
- 駐台3年半的英國在台辦事處代表胡克定屆滿離任，翌日起由原副代表陶戴明代理英國在台辦事處代表職務[11]。

## 8月30日
- 台南高分院下午宣布，停職中的台南市議會議長李全教遭台南地檢署及同選區競選對手提出台南市議員當選無效之訴，維持一審判決定讞，李全教當選無效。李全教將失去議員及議長職務[12]。

## 8月31日
- 行政院成立不當黨產處理委員會由民進黨顧立雄作為不當黨產處理委員會主任委員。副主委預計由法務部廉政署副署長洪培根檢察官擔任。後來，顧立雄證實將借調蒙藏委員會研考參事張弘澤擔任不當黨產委員會的主任秘書[13]，並延攬先前遭到開除黨籍的前國民黨文傳會副主任委員兼發言人楊偉中擔任該會的委員職務[14]。